# Переконання (стійке розуміння)
Перекона́ння — пересвідчення, точка зору, погляд на щось, тверда впевненість або віра, тверда, міцно усталена думка про що-небудь, певність у чому-небудь. Загалом, це усвідомлена мотивація, яка спонукає особистість діяти відповідно до своїх поглядів і принципів.
У цьому контексті віра описується як "виправдана віра". Особою вивчаються явища дійсності і надаються докази істинності своїх результатів, підтверджені досвідом. В результаті з цього виникає переконання або віра у власну правоту. Основуються переконання на усвідомленому прийнятті людиною якої-небудь інформації чи ідей після їх аналізу та оцінки. Знання, з яких  становлене підгрунтя переконань є істинними та незаперечними, і у них індивід немає сумніву. Навчаючись і набуваючи знання, спочатку вони є чимось зовнішнім по відношенню до особистості, та в процесі, поступово, перетворюються на досвід і переконання. Переконання є усвідомленою потребою особистості і є системою її мотивів. Вони спонукають особистість чинити у відповідності до власної віри, до власних поглядів та оцінок, власних принципів, ціннісних орієнтацій, зміст потреб особистості отримує відображення в певному розумінні, формує  впорядковану систему поглядів, виступає як світогляд. Переконання  є жорсткими регуляторами поведінки, є особистісним утворенням, є оцінним ставленням особистості до дійсності, і перебувають в якісній залежності від способів набуття певних знань, думок, ідей, оцінок та досвіду особистості, які стаючи надбанням особистості, отримують  наповнення у вигляді особистісного змісту, пронизуються особистісними характеристиками, єдністю когнітивного і потребності особистого переживання істини, потребами в цих ідеях, необхідністю їх реалізації. Цю систему поглядів і уявлень особистість вважає продуктом власної діяльності, тому погоджується з ними, ототожнюється з ними, дотримується їх. Переконання ґрунтуються на певних аргументах та можуть бути логічно доведеними. Внаслідок порушень принципів в діях і вчинках, переконання є там, де є страждання і муки сумління. При класифікації переконань за сферою життєдіяльності, вони можуть поділятися на  моральні, естетичні, інтелектуальні. Переконаннями є уявлення, знання, ідеї, що стали мотивами поведінки людини і визначають її ставлення до різних сфер дійсності; вони є компонентами світогляду особистості.
Інтереси, потреби, переконання, ідеали є важливим аспектом психічного життя, вони є спонуками до активності. Емоційно-вольова та пізнавальна активність особистості, її інтереси, потреби, переконання, ідеали, самосвідомість є складовими духовного життя особистості,  перебувають в комплексній складній взаємодії, і своєю єдністю становлять «Я» особистості, котре  регулює в людині всі аспекти внутрішнього життя включно з його проявами в діяльності та стосунках з іншими людьми.
Вищі психічні процеси залежать від таких особистісних рис, як спрямованість, переконання, ціннісні орієнтації та ін.
Особиста спрямованість характеризується інтересами, нахилами (схильностями), переконаннями та ідеалами особистості, які відбивають її світогляд. 
Переконання є основною моральною настановою, яка визначає мету і спрямованість вчинків людини, впевненість у чомусь, що грунтується на конкретних поглядах, ідеях, світогляді.
Наука є найбільш дієвим чинником формування переконань і ставлення людини до навколишньої дійсності, світу. Процесом і результатом засвоєння індивідами систематизованих знань, умінь та навичок, формуванні наукового світогляду, моральних переконань є освіта.
У звичайній мові переконання — це надійне, стійке розуміння чогось фундаментального характеру.  Переконання може стосуватися чогось, що важко підтвердити універсальністю.
Переконаність означає стан за значенням переконатися, або властивість за значенням переконаний. Переконаність — це особлива якість особистості.
Моральні знання, моральні почуття, моральні переконання, моральні потреби, моральні якості, навички поведінки, етикетні норми, які виявляються у стосунках з іншими людьми є складовими моральної культури.